# Fritz Sauter (Jurist)
Fritz Sauter (* 17. Juli 1884 oder 1886 in Markt Neuhof bei Rothenburg ob der Tauber; † 1958) war ein deutscher Jurist, u. a. Verteidiger während der Nürnberger Prozesse.

## Leben

### Bis zum Ende des Zweiten Weltkriegs
Fritz Sauter absolvierte seine Schulzeit am Münchener Maximiliansgymnasium, das er im Juli 1903 mit dem Reifezeugnis verließ. Anschließend studierte er acht Semester lang Rechtswissenschaften an der Universität München. 1908 promovierte er an derselben Universität mit einer von Emanuel von Ullmann betreuten Arbeit über Geschichte und Zweck des Berufsgeheimnisses, die das Prädikat summa cum laude erhielt (Rigorosum bestanden am 4. Juli 1908). 
Nach Abschluss seines Referendariats und der juristischen Staatsprüfung ließ Sauter sich 1911 in München als selbstständiger Rechtsanwalt nieder.
Nach dem Ersten Weltkrieg war er u. a. als Strafverteidiger im sogenannten „Geiselmord“-Prozess, welcher im September 1919 vor dem Volksgericht München begann. In gleicher Funktion war er bereits Anfang 1919 im Hochverratsprozess gegen die Führer der Münchener Räterepublik aktiv gewesen. 1920 vertrat er Georg Kaiser, welcher wegen Unterschlagung angeklagt war.
Sauter trat nach sieben Jahren Mitgliedschaft 1940 aus der NSDAP aus, war aber ab 1941 im NSKK. Er war weiterhin als Rechtsanwalt tätig.

### Nach Kriegsende
Bei den Nürnberger Prozessen, welche von Oktober 1945 bis Oktober 1948 dauerten, war er Verteidiger des letzten Reichswirtschaftsministers und Reichsbankpräsidenten Walther Funk, bis 5. Januar 1946 des ehemaligen Reichsaußenministers Joachim von Ribbentrop und des ehemaligen Reichsjugendführers Baldur von Schirach. Funk wurde in drei von vier Anklagepunkten für schuldig befunden und zu lebenslanger Haft verurteilt. Von Schirach wurde in einem von zwei Anklagepunkten für schuldig erklärt und erhielt 20 Jahre Haft.
Im Ärzte-Prozess (Fall 1 der Nachfolgeprozesse; USA gegen Karl Brandt et al.), der von Dezember 1946 bis August 1947 dauerte, war er Verteidiger von Kurt Blome und Siegfried Ruff. Blome und Ruff wurde beide freigesprochen.
In der Vorbereitung für den I.G.-Farben-Prozess (Fall 6 der Nachfolgeprozesse), welcher dann von Mitte August 1947 bis Ende Juli 1948 dauerte, war er von der Anklageerhebung am 3. Mai 1947 bis 26. Mai 1947 Verteidiger von Heinrich Hörlein und Carl Lautenschläger. Er übernahm stattdessen die Verteidigung in einem anderen Fall der Nachfolgeprozesse. Die begründete er mit seiner Ablehnung der generalstabsmäßigen Planung der Verteidigung durch die Anwälte. Ab 26. Mai 1947 übernahm Hans Pribilla die Verteidigung von Lautenschläger und Otto Nelte die von Hörlein.
Im Geiselmord-Prozess (Fall 7 der Nachfolgeprozesse; USA gegen Wilhelm List et al.), der von Mai 1947 bis Februar 1948 dauerte, war er Verteidiger des ehemaligen Kommandierenden Generals des XXII. Armee-Korps, General der Gebirgstruppe Hubert Lanz, und des ehemaligen Stabschefs beim Militärbefehlshaber Serbien und Griechenland, Generalmajor Kurt von Geitner. Lanz wurde in zwei von vier Anklagepunkten für schuldig befunden und erhielt 12 Jahre Haft. Von Geitner wurde freigesprochen.
Im Wilhelmstraßen-Prozess (Fall 11 der Nachfolgeprozesse; USA gegen Ernst von Weizsäcker et al.), welcher von Januar 1948 bis April 1949 dauerte, war er Verteidiger von Otto Meissner. Eigentlich war Sauter vom Mitangeklagten Wilhelm Stuckart als Verteidiger ausgesucht worden. Sauter legte aber vor Prozessbeginn das Mandat nieder und vertrat nur noch Meissner. Meissner wurde freigesprochen.
Ab 1949 war er wieder als Rechtsanwalt in München tätig.

## Werk
- Das Berufsgeheimnis und sein Strafrechtlicher Schutz: (§ 300 R.St.G.B.). Krutze, 1910, Reprint 1977.